# Брод (архитектура)
Брод или лађа је у хришћанској сакралној архитектури главни и највећи део унутрашњег простора између улаза и олтарског простора. У функционалном смислу, овај простор намењен је верницима, лаицима, који ту стоје током богослужења или молитве, док су хор и олтарски простор намењени свештенству. Та подела обично се истиче олтарском преградом.
Код цркава базиликалног типа у којима је унутрашњи простор подељен стубовима или ступцима, термин брод се односи на сваку просторну јединицу паралелну са главном осом грађевине а омеђену редовима стубова (стубаца), односно стубовима и спољним зидовима. У том случају, у тлоцрту грађевине поред главног брода, који је обично шири и виши, појављује се најчешће паран број симетрично распоређених бочних бродова. Изузетак у том смислу представљају цркве дворанског типа, у којима су сви бродови исте висине.
Брод (главни, као и бочни) може бити засведен или покривен равном таваницом. Визуелно и структурално, простор брода може бити подељен на мање јединице – травеје – потпорним луковима који почивају на ступцима или применом низа крстастих сводова уместо јединственог бачвастог. У готичкој архитектури подела на травеје долази до пуног изражаја захваљујући доследној примени сводова с ребрима. 
Термин „брод“ у овом значењу настао је као дословни превод латинске речи navis, на исти начин као и еквивалентни термини у већини европских језика: navata, (франц.) nef, nave, Schiff итд., и почива на симболичном значењу које је броду, лађи, приписивано у хришћанском свету: то је један од најстаријих симбола цркве као грађевине, који вероватно почива на сличности форме базиликалног здања и брода. 
Термин брод се појављује и у описним синтагмама „попречни брод“ и „опходни брод“ којима се означавају трансепт и деамбулаторијум.
Типови брода:
- главни,
- бочни,
- код грађевина крстообразне основе - попречни – трансепт.

## Галерија
- Диспозиција основе у виду латинског крста
- Главни брод
- Бочни бродови
- Попречни брод – трансепт
- Нартекс
- Травеј
- Укрштање главног брода и трансепта